# Església Blanca de Daugavgrīva
L'Església Blanca de Daugavgrīva (en letó: Daugavgrīvas Baltā Evaņģēliski luteriskā baznīca) és una església luterana a la ciutat de Riga, capital de Letònia, està situada al carrer Baltās baznīcas, 50. És una església parroquial de l'Església Evangèlica Luterana de Letònia

## Història
L'edifici va ser construït al final del segle xviii, encara que probablement hi va haver una església anterior al mateix lloc. El seu nom «església blanca» es deriva de la seva pintura en blanc sobre la construcció de fusta. Situada al costat del riu, més a la vora del mar que el centre de la ciutat de Riga, va ser durant molts anys considerada «església dels pescadors». La tradició local suggereix que la torre va ser construïda per servir també com a far, encara que no hi ha evidència; el més probable és simplement haver estat utilitzat per la gent de mar com un punt fix de referència per a la navegació.